# Psittacini
Tribu
Les Psittacini sont une tribu de Psittacidae dans les classifications de Howard et Moore et celle de Peters. Ils vivent dans l'écozone de la zone afrotropicale ; ils sont surnommés « perroquets de l'ancien monde ». Cette vingtaine d'oiseaux est répartie en trois genres. Les scientifiques distinguent parmi plusieurs de ces espèces, des sous-espèces, y compris pour le Perroquet gris d'Afrique. Ils sont très intelligents et capables de parler.
De récentes analyse ADN ont dénoué les relations au sein de Psittacini. Elles ont également montré que le Perroquet gris du genre Psittacus est l'espèce d'oiseau actuellement existante la plus proche des inséparables, classés dans le genre Agapornis. Or les inséparables ont été placés dans une autre tribu, les Psittaculini ou perruches austro-asiatiques.
Les Psittacini sont des oiseaux de la sous-famille des Psittacinae (famille des Psittacidae).

## Liste des genres et espèces
- genre Coracopsis
  - Coracopsis vasa
  - Coracopsis nigra
  - Coracopsis barklyi
- genre Psittacus
  - Psittacus erithacus, perroquet gris
    - Psittacus erithacus erithacus
    - Psittacus erithacus timneh
- genre Poicephalus
  - Poicephalus robustus
  - Poicephalus fuscicollis, statut controversé
  - Poicephalus gulielmi
  - Poicephalus meyeri
  - Poicephalus rueppellii
  - Poicephalus cryptoxanthus
  - Poicephalus rufiventris
  - Poicephalus senegalus
  - Poicephalus flavifrons
  - Poicephalus crassus